# Радио и телевизия на Босна и Херцеговина
Радио и телевизия на Босна и Херцеговина (на босненски: Radio Television of Bosnia and Herzegovina) е държавната обществена радио и телевизия в Босна и Херцеговина. Основана е през 1992 г., а с днешното си име е от 2004 г.

## История
През 1992 г. възниква като RTV BiH (на босненски: Radiotelevizija Bosne i Hercegovine / Радиотелевизија Босне и Херцеговине). През 1997 г. се преименува на BHT, а от 1999 до 2004 г. е на име PBS BiH.
На 1 януари 1993 г. RTVBiH е приета като активен член на Европейския съюз за радио и телевизия.